# ゴード

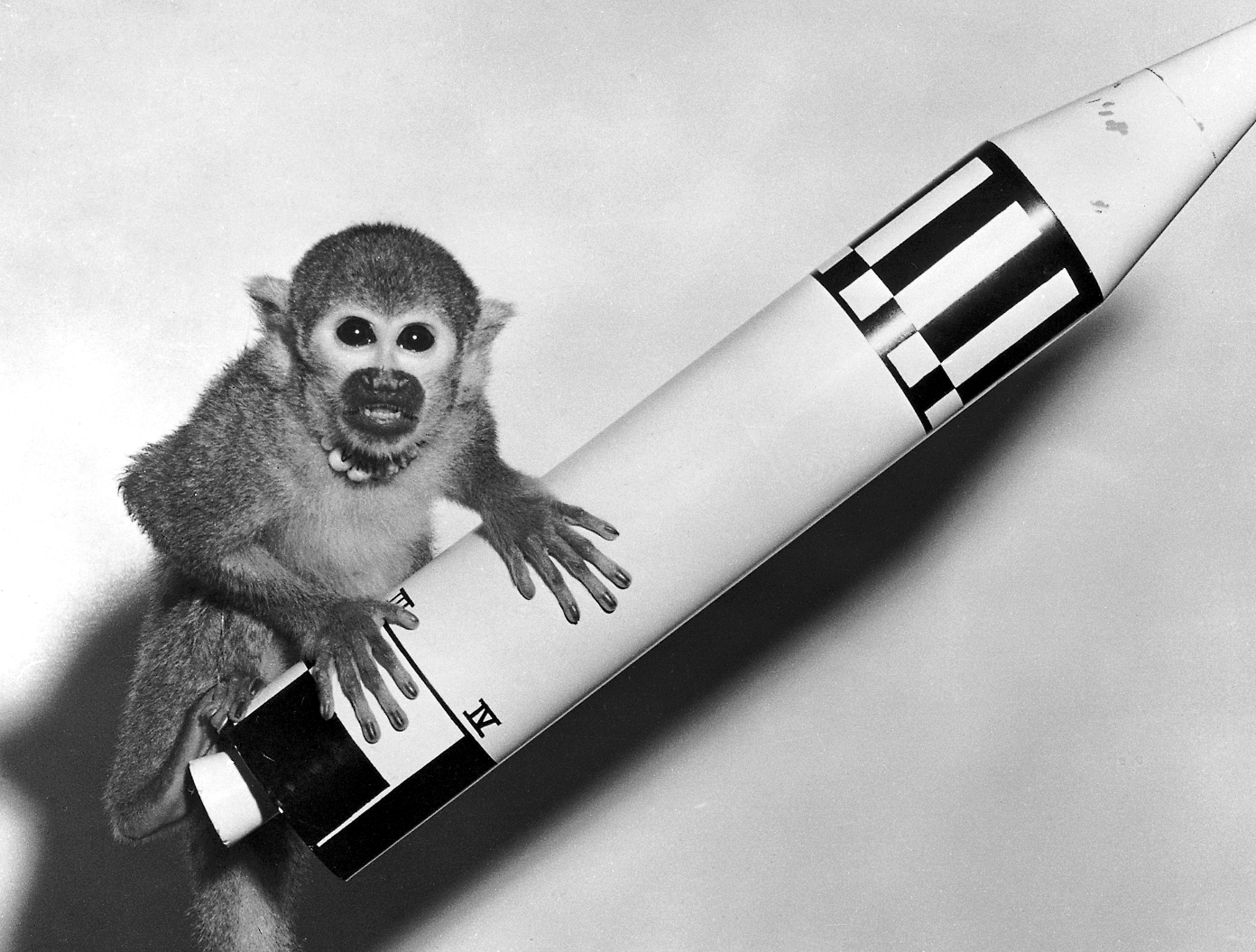
1959年に宇宙飛行したリスザルのベーカー、ゴードは1958年にジュピターで打ち上げられた

ゴード（Gordo）は1958年12月13日に、アメリカ合衆国のジュピター AM-13 ロケットで、ケープカナベラルから打ち上げられ、15分間の500kmの高度に達する弾道飛行を行ったリスザルである。カプセルのパラシュートの故障で、行方不明となった。
リスザルは南アメリカ原産の種類のサルで、1フィートほどの体長で、体重は1kgから1.5kgである。人間と解剖学的な特徴が近いのと、温度変化に敏感なため、宇宙飛行の実験動物として選ばれた。宇宙飛行の実験に使われたサルはゴードが最初でなく、アルバート、パトリシア、マイクなどと呼ばれたサルが1948年から1952年にかけてロケットで打ち上げられた。
ゴードが積まれた、ジュピター AM-13 ロケットは1958年12月13日アメリカ東部時間3時53分にケープカナベラルの大西洋ミサイル射場から打ち上げられた。ロケットは310マイルの高度まで上昇し、1500マイルの地点まで弾道飛行を行った。ゴードは特別製の宇宙服を着せられ、体温計やマイクロホンを含めた装置で健康状態を監視する装置がつけられていた。ゴードの健康状態を監視した科学者たちは、多少の心拍数の減少が見られたが、宇宙空間やその後の無重力状態の健康に対する悪い影響のなかったことを確認した。
飛行は15分間で無重力状態にあったのは8.3分間であった。ロケットは南大西洋の着水予測地点の1m以内に着水したが、パラシュートの故障により、ゴードの乗ったカプセルは行方不明となり、捜索によって発見されることはなかった。衝突の瞬間までゴードは生きていた。
ゴードの犠牲にもかかわらず、計画は成功と考えられ、人間が宇宙空間を飛行することに致命的な危険のないことが示された。その後の1年間にエーブルとベーカーと呼ばれたサルが同様の飛行実験に使われ、無事に生還した。人間がロケットで宇宙飛行するのは1961年のソビエトのユーリイ・ガガーリンによってである。